# Szentmárton (Románia)
Szentmárton (Aradszentmárton, 1866-ig Németszentmárton, románul Sânmartin, németül Sanktmartin) falu Romániában, Arad megyében.

## Fekvése
Aradtól 30 km-re északra, a magyar határ mellett fekszik.

## Nevének eredete
Nevét középkori templomának védőszentjéről kapta. Első említése: Zenthmarthon (1374).

## Története
A 16. században a világosi uradalom része, 1566-tól török uralom alatt állt, ekkor lakosai még magyarok voltak. A század végén pusztult el.
1742-ben Franz Dominik von Harruckern telepítette majna-frank nyelvjárást beszélő, az északnyugat-bajorországi Würzburg, Schweinfurt és Gerolzhofen környékéről való frank telepesekkel. Az első évtizedben Glogovácról, Újszentannáról, Gyuláról és Elekről is érkeztek német beköltözők.
A 18. század végén a Wenckheim család birtoka volt, lakói selyemhernyót tenyésztettek, káposztát termesztettek és szőlőt műveltek. II. Gróf Wenckheim József 1803-ban elhunyt, és ezután fia, Wenckheim József Antal volt Aradszentmárton ura.
1898-ban megalakult az Első Arad-Szent-Mártoni takarékpénztár, 1900-ban az Aradsanktmartiner Sparkassa.
1898-ban 4608 holdas határának 48%-a volt szántó, 35%-a legelő és 5%-a szőlő. Arad vármegye Eleki járásához tartozott.
A 20. század első felében, főként 1900 és 1914 között kb. 130 szentmártoni vándorolt ki Argentínába.
1944. október 21–22-én 314 lakosa menekült el Németországba. Az ezt követő szovjetunióbeli kényszermunkában 74-en haltak meg.
A második világháborút követően románokat telepítettek be.

## Népessége
- 1855-ben 2173 lakosából 2049 volt római katolikus, 108 ortodox és 16 zsidó vallású.
- 1900-ban 2650 lakosából 2494 volt német, 67 cigány, 61 magyar és 32 román anyanyelvű; 2596 római katolikus, 18 ortodox, 17 zsidó és 15 görögkatolikus vallású.
- 2002-ben 2200 lakosából 1734 volt román, 311 cigány, 74 német és 61 magyar nemzetiségű; 1623 ortodox, 199 római katolikus, 168 pünkösdista, 82 baptista és 75 adventista vallású.

## Látnivalók
- Római katolikus temploma 1754–1756-ban épült.
- Szikes legelők (jellegzetes fajok: sziksófű, sziki mézpázsit, Agropyrum elongatum).

## Híres emberek
- 1807-ben meglátogatta I. Ferenc király.